# جونيرة بيروية
جونيرة بيروفية (الاسم العلمي:Gunnera peruviana) هي نوع من النباتات تتبع جنس الجونيرة من الفصيلة الجونيرية.